# Васил Шопов
Васил Детелинов Шопов (роден на 9 ноември 1991 г. в Плевен) е български футболист, играе като атакуващ полузащитник и се състезава за Спартак (Плевен). Висок e 185 см. Юноша е на Спартак (Плевен).

## Кариера

### Спартак (Плевен)
Започва да тренира в школата на Спартак (Плевен) и е взет в първия отбор. През сезон 2011/2012 вече е титуляр на играещия по това време в Северозападната В група плевенски тим. През този сезон със Спартак става безапелационен лидер в Северозападната В група и влиза в професионалния футбол. Следващия сезон започва повече от успешно и Спартак е сред лидерите в Б група на полусезона и близо до постигане на целта – завръщане в А група, но след проблемите през зимната подготовка доиграва сезона и завършва на 6-о място.

### ФК Брегалница
През сезон 2013/2014 преминава във ФК Брегалница и записва 17 мача отбелязвайки 1 гол в първенството на Първа македонска футболна лига.

### Завръщане в Спартак
След краткия престой в Македония, Шопов се завръща в родния Спартак на полусезона в началото на 2014 г. През следващия сезон разгромяват всички противници и се завръщат с гръм и трясък в професионалния футбол, а Шопов се превръща в един от лидерите на тима. Той е сред любимците на феновете и получава капитанската лента едва на 23-годишна възраст след оттеглянето на ветерана Любомир Иванов.

### Литекс (Ловеч)
На 9 януари 2016 г. Шопов преминава в Литекс (Ловеч).

### ФК Дунав (Русе)
На 16 юни 2016 г. Васил Шопов е представен като ново попълнене в състава на играешия в Първа Футболна Лига ФК Дунав Русе.

## Успехи
Спартак Плевен
- 1 място Северозападна В група – 2012
- 1 място Северозападна В група – 2015

## Статистика по сезони
| Сезон    | Отбор        | Първенство            | Мачове | Голове |
| -------- | ------------ | --------------------- | ------ | ------ |
| 2010/11  | Спартак (Пл) | В група               | 16     | 3      |
| 2011/12  | Спартак (Пл) | В група               | 23     | 9      |
| 2012/13  | Спартак (Пл) | Б група               | 22     | 2      |
| 2013/ес. | Брегалница   | Първа македонска лига | 17     | 1      |
| 2014/пр. | Спартак (Пл) | В група               | 11     | 2      |
| 2014/15  | Спартак (Пл) | В група               | 24     | 14     |
| 2015/ес. | Спартак (Пл) | Б група               | 14     | 6      |